# Kirigami

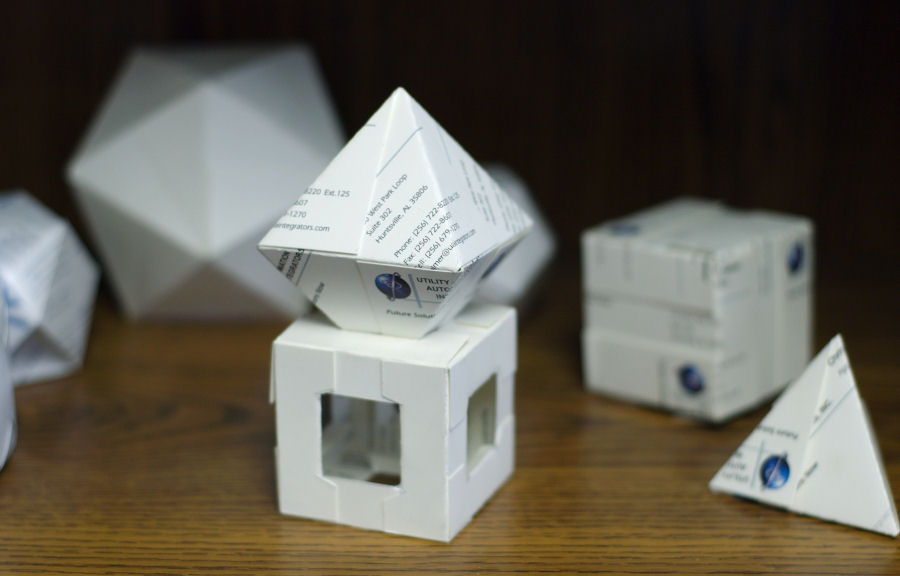
Kirigami ottenuto da biglietti da visita

Il kirigami è una tecnica orientale di intaglio e piegatura della carta per ottenere forme tridimensionali a partire da un unico foglio, senza asportare pezzi. Il significato del termine deriva dal giapponese "kiru" = tagliare e "kami" = carta).
Questa tecnica consente all'artista di enfatizzare la presentazione visuale dell'opera salvaguardando la semplicità e la pulizia delle linee. Il kirigami può essere considerato una variante dell'origami, anche se nell'origami il taglio della carta non è accettato dalla maggioranza dei moderni piegatori.
Il kirigami viene solitamente realizzato eseguendo dapprima tutti i tagli necessari, ottenendo in questo modo una base che viene quindi piegata e appiattita per ottenere il modello. I modelli sono solitamente simmetrici e possono rappresentare modelli geometrici, figurativi e strutture architettoniche. I vari soggetti prendono forma con l'apertura del foglio: si possono realizzare kirigami la cui apertura è di 90 gradi e kirigami con apertura a 180 gradi, ma anche a 360 gradi.